# 台中市公車324路
台中市公車324路目前行駛自臺中都會公園到臺中車站，主要行駛臺灣大道、民權路，由台中客運營運。

## 歷史
- 2004年1月1日：原台中客運台中市公車22路改為88路。
- 2004年11月1日：延駛至新民高中。
- 2011年2月14日：遠東街之端點延駛至沙鹿高工，另闢駛88區（新民高中－遠東街－台中都會公園）。
- 2011年4月18日：88區（新民高中－遠東街－台中都會公園）變更編號為146路。
- 2014年7月28日：配合BRT藍線通車，調整為BRT接駁公車藍10路（臺中都會公園－大慶火車站）。
- 2015年7月8日：配合優化公車專用道上路，藍10路恢復原146路（臺中都會公園－新民高中）路段，並改號為324路。原台中榮總－大慶火車站之區間改為356路。
- 324路原行駛臺灣大道一段（中正路）區段改為行駛民權路，並於臺灣大道行駛慢車道。
- 2016年10月29日：配合臺中鐵路高架化第二階段工程站前廣場改建，往新民高中方向之臺中火車站站位遷移至原金莎百貨對面。[1] [2]
- 2017年7月1日：「市立殯儀館」更名為「北區運動中心」。[3]
- 2018年5月31日：往台中都會公園方向取消停靠「臺中市政府」、「教師新村」、「秋紅谷（朝陽橋）」、「新光三越」及「朝馬（臺灣大道）」，改為停靠「市政府（專用道）」、「新光／遠百（專用道）」及「秋紅谷（專用道）」。
- 2018年5月31日：往台中監理所方向取消停靠「臺中市政府」、「教師新村」、「秋紅谷（朝陽橋）」、「新光三越」及「朝馬（臺灣大道）」，改為停靠「市政府（專用道）」、「新光／遠百（專用道）」及「秋紅谷（專用道）」。
- 2018年6月1日：「臺灣大道文心路口」更名為「捷運市政府站（臺灣大道）」。
- 2019年1月1日：「臺中火車站」更名為「臺中車站（民族路口）」。
- 2020年10月20日：配合交通局實行「臺中捷運綠線通車前，捷運沿線公車站名調整」作業，原「捷運市政府站」更名為「捷運市政府站（台灣大道)」。
- 2021年1月15日：臺灣大道三段至四段改行駛為優化公車專用道，往台中都會公園方向取消「中正國小」改停「中正國小（專用道）」。往新民高中（健行路）方向取消「朝馬（臺灣大道）」、「秋紅谷（朝陽橋）」、「教師新村」、「新光三越」及「臺中市政府」，改為停靠「秋紅谷（專用道）」、「新光／遠百（專用道）」及「市政府（專用道）」，來回方向取消停靠「中港澄清醫院」、「中港新城」、「統聯轉運站」、「福安里（臺灣大道）」、「捷運市政府站（臺灣大道）」、「何厝（臺灣大道）」、「頂何厝（臺灣大道）」、「忠明國小」及「科學博物館（臺灣大道）」，改停「澄清醫院（專用道）」、「中港新城（專用道）」、「福安（專用道）」、「頂何厝（專用道）」、「忠明國小（專用道）」及「科博館（專用道）」。[4]
- 2021年5月31日：「一心市場」更名為「三民錦新街口」。
- 2023年8月14日：路線縮減，終點站由「新民高中」改為「臺中車站」。[5]
- 2025年4月14日：新增區間車「台中車站-台中都會公園」。

## 路線基本資料
324往臺中車站約16.5公里，共37站；往臺中都會公園約16.5公里，共36站。全程行車時間約120分。
本路線自臺中都會公園起，沿都會園路、遊園北路、遠東街、國際街、臺灣大道四段、臺灣大道三段、臺灣大道二段、民權路、建國路至臺中車站（A月台）後隨即著折返。

### 時刻表
- 時刻表僅供參考，請以臺中客運網站公告為準。
- 時刻表更新時間為2025年4月16日。
- 為單循環發車模式

| 臺中都會公園開時刻 | 臺中都會公園開備註 |
| 06:30              | -                  |
| 07:10              | -                  |
| 07:40              | -                  |
| 08:40              | -                  |
| 09:30              | -                  |
| 10:00              | -                  |
| 10:55              | -                  |
| 11:30              | -                  |
| 12:00              | -                  |
| 13:30              | -                  |
| 14:00              | -                  |
| 15:00              | -                  |
| 15:40              | -                  |
| 16:10              | -                  |
| 17:00              | -                  |
| 17:40              | -                  |
| 18:30              | -                  |
| 19:15              | -                  |
| 20:00              | -                  |
| 21:30              | -                  |

324區往臺中都會公園約16.5公里，共36站。全程行車時間約60分。
本路線自台中車站起，沿大智北路、建國路、民權路、台灣大道二段、三段、四段、國際街、遠東街、遊園北路、都會園路到臺中都會公園。
- 時刻表僅供參考，請以臺中客運網站公告為準。
- 時刻表更新時間為2025年4月16日。
- 為單方向行駛

| 臺中車站開時刻 | 台中車站開備註 |
| 07:00          | -              |

### 收費
- 依里程計費；刷電子票證10公里免費。
- 里程計費說明：
  - 基本里程：8公里。
  - 基本里程票價全票20元、半票11元。
  - 超過基本里程（8公里）計費方式：
    - 全票=[2.431 x 搭乘里程數x （1+5%營業稅）] （四捨五入）
    - 半票=[2.431 x 搭乘里程數x （1+5%營業稅）] x 50% （四捨五入）

  - 兒童、老人、身心障礙者及其陪伴者依規定半票收費。

### 停站
- 參見右側站牌路線圖。
- 路線圖更新時間為2023年8月14日。

## 圖片集

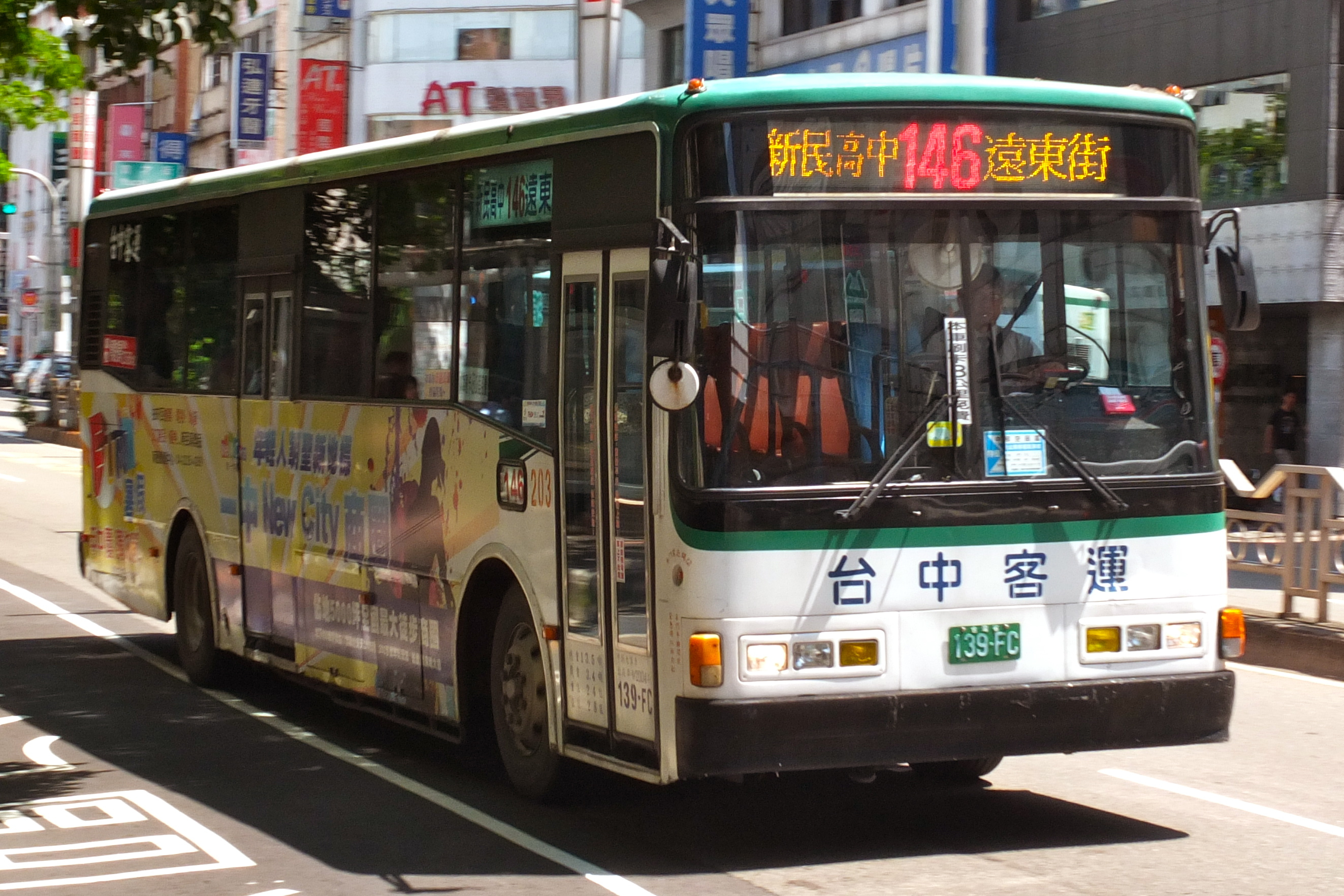
台中客運營運台中市公車146路。
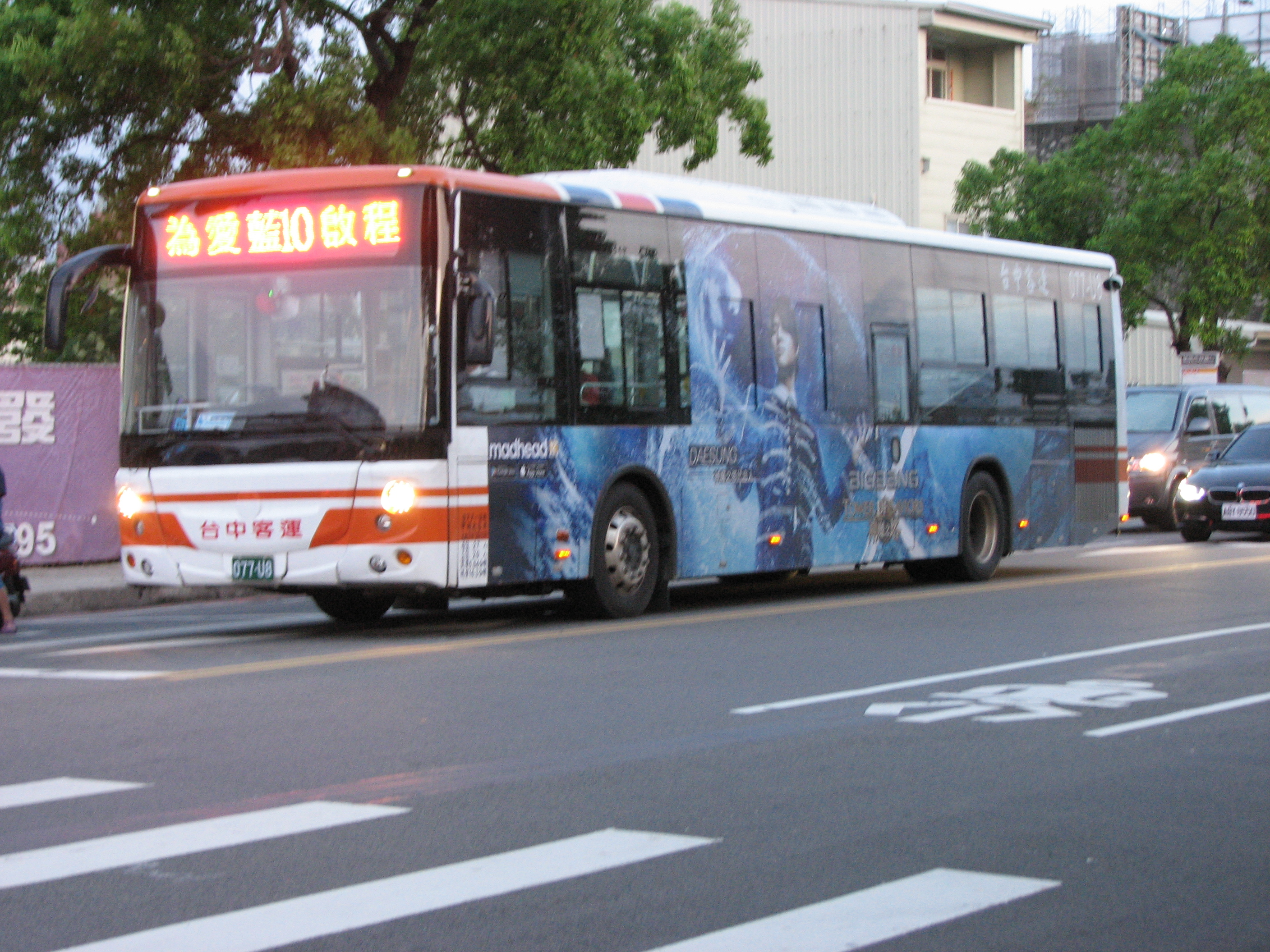
台中客運營運台中市公車藍10路。

## 外部連結
- 台中客運官網 （页面存档备份，存于）
- 臺中市公車動態資訊 （页面存档备份，存于）

1. ↑  臺中火車站廣六工程,10/29起市區公車調整後乘車指南 （页面存档备份，存于），臺中客運，105年10月18日
2. ↑  因應台中火車站前廣場改建工程，10/29(六)起台中火車站公車停靠站位調整資訊 （页面存档备份，存于），臺中市政府交通局，2016-10-14
3. ↑  7月份站位新增、更名公告 （页面存档备份，存于），台中客運，2017-06-27
4. ↑  . 2020-12-27  [2021-04-27]. （原始内容存档于2021-04-29）.
5. ↑  .   [2023-08-09]. （原始内容存档于2024-02-05）.